# Cylisticus pugionifer
Cylisticus pugionifer is een pissebed uit de familie Cylisticidae. De wetenschappelijke naam van de soort is voor het eerst geldig gepubliceerd in 1943 door Verhoeff.